# فليكس فيدال كوستا
فليكس فيدال كوستا (بالإسبانية: Félix Vidal Costa)‏ (و. 1942  م) هو فيزيائي، وباحث إسباني، ولد في سانتياغو دي كومبوستيلا.

## التعليم
تعلم في جامعة مدريد
.

## جوائز
حصل على جوائز منها:

جائزة البحوث الوطنية سانتياجو رامون إي كاخال (1997)